# Массовые самоубийства в старообрядчестве
Массовые самоубийства в старообрядчестве — феномен религиозной жизни России в конце XVII—XIX веках, заключавшийся в коллективных самоубийствах на религиозной почве старообрядцев-беспоповцев. У старообрядцев-поповцев случаи самосожжения встречались очень редко.
Наиболее распространённым способом самоубийства было самосожжение («гари»), однако, наряду с этим утверждается, что были также распространены самопогребение, самозаклание, «запощивание» (добровольная смерть от голода) и самоутопление.
Ряд официальных исследователей утверждает, что начало массовых самосожжений в XVII веке спровоцировали кровавая расправа над участниками Соловецкого восстания 1668—1676 годов и жестокая казнь через сожжение в срубе руководителей раскола Аввакума, Лазаря, Епифания и Феодора.
В XVII веке применение смертной казни через сожжение к сторонникам раскола было закреплено законодательно.
Макарий (Булгаков), говоря о постановлениях Большого Московского собора 1667 года, пишет:
Собор … определил, на основании древних примеров вселенской Церкви, что «еретики и раскольники не токмо церковным наказаниям имут наказатися, но и царским, сиречь градским законом и казнением». Соответственно этому царь Алексей Михайлович многих из первых раскольников, которые, после всех наставлений и убеждений со стороны духовенства, не только не покаялись, но дерзко продолжали хулить св. Церковь, животворящий четвероконечный крест Господень, пречистыя Христовы тайны и прочие св. таинства, одних «во оземствование посла и в темницы заточи, а иных хульников повеле огню предати за нестерпимые их богомерзкие хулы»: так как, по действовавшему тогда уложению, дерзавший изрекать хулу на Господа Бога и Спаса нашего Иисуса Христа или на честный Его крест, подлежал именно этой казни, т. е. сожжению.
Архиереи на Московском соборе 1681—1682 года просили царя, чтобы под руководством местных епископов и воевод посылать служилых людей для насильного приведения старообрядцев, «ругающих церковь», в гражданские суды: «… в частных домах, во многих городах люди (старообрядцы) устроили частные постоянные молитвенные собрания, в которых „ругают церковь“ (то есть новообрядцев). Ответ: прежний царь Алексей Михайлович „тех врагов, святые церкви противников“, велел отправлять в гражданские суды. И сегодня „соборне просим и молим“, чтобы царь тех людей отсылал к гражданскому суду. Воеводы, под царским устрашением, вместе с местными архиереями должны посылать служилых людей, чтобы приводить тех раскольников (старообрядцев) в суды» (2-е соборное решение Московского Собора 1681—83 годов).
Вскоре вышли «Двенадцать статей» царевны Софьи, согласно которым предписывалось тех старообрядцев, которые не желают отказаться от своих еретических взглядов, по троекратному у казни допросу, жечь в срубе и пепел развеять. Чаще всего допросы проводились на местах. Согласно этому Указу от 7 апреля 1685 года в дополнение к прежним мерам против раскола в одной из статей приказывалось:
Изуверов, которые увлекли простолюдинов с их женами и детьми к самосожжению, жечь самих.

## Богословские определения
Согласно православному учению, которое разделяли не только сторонники реформ патриарха Никона, но и их противники, добровольное лишение себя жизни является одним из тяжелейших грехов. В связи с этим официальная Русская православная церковь осуждала массовые самоубийства в среде старообрядцев и в 1667 году произнесла анафему на непокорников и хулителей, а правительство стало принимать меры к поимке мятежников и зажигателей и предавало их смертной казни.
В то же время апологеты таких самоистреблений в старообрядческой среде предпочитают не использовать термины самоубийство и самоистребление, а массовые лишения себя жизни старообрядцами различными способами трактуются ими как добровольная мученическая смерть. При этом предпочтение отдавалось «смерти в огне» или так называемым гарям. Самосожжение трактовалось как второе крещение, «крещение огнём».

## Предыстория
Существовавшие в IV веке религиозные движения донатистов и циркумцеллионов зачастую прибегали к самосожжениям в ответ на преследования властей, ссылаясь при этом на слова апостола Павла «предам тело мое, во еже сжещи е» (1Кор. 13:3).
В 724 году император Лев III Исавр издал указ, принуждавший монтанистов признать христианскую церковь, и тогда некоторые из них сожгли себя заживо со своими молитвенными домами.

## История

### XVII век
Идея лишения себя жизни по религиозным соображениям зародилась в старообрядчестве в XVII веке после церковной реформы патриарха Никона в части беспоповщины, которая получила наименование нетовщины. Часть последователей этого учения считали, что после исчезновения на земле «истинного священства и таинств» спасти свою душу можно лишь личным подвигом или личным самоотречением, таким как лишение себя жизни. Первым проповедником этой идеи стал инок Капитон, отрицавший необходимость духовного чина и предлагавший искать спасение в подвижничестве, в котором он особо выделял постничество. По его имени учение о мученической смерти получило название «капитонство». Позже эту идею развил уроженец Юрьевец-Повольского уезда некий Василий Волосатый, который стал проповедовать «пощение до смерти». Таким образом, первым способом самоубийства, проповедавшимся среди старообрядцев, стало самоуморение. Сторонников капитонства обвиняли в том, что они «живых в гроб кладут», запирают людей в кельях и морят голодом.
Несколько иной смысл самоубийство получило в среде остального старообрядчества. В основу доктрины была выдвинута мысль о наступлении царства антихриста. Мученическая смерть понималась как средство соблюсти веру, сохранить ризу крещения от осквернения, не погубить плодов покаяния. Требование мученической смерти считалось обязательным для каждого, так как считалось, что никому нельзя избежать печати антихриста. Протопоп Аввакум предлагал мученическую смерть только избранным, как «самовольное мученичество», оправдывая её исключительно лишь святоподобиями.
Первый известный случай самоуморения произошёл в Вязниках, вскоре оно распространилось в Нижегородский уезд, особенно известны стали Чернораменские леса на Ветлуге. В 1660-х годах в вологодских, костромских, муромских и суздальских лесах «морильщики» (проповедники и участники массовых самоубийств голодом) получили достаточно широкое распространение. Они «запирали себя в избы или норы, чтобы избежать соблазна спасения жизни, и там держались полного поста до последнего издыхания».
Вскоре самым распространённым способом самоубийства среди старообрядцев стало самосожжение. Некто «малый» Сенька в 1666 году докладывал нижегородскому воеводе И. С. Прозоровскому, что «в Нижегородском уезде чернецы, когда пришли стрельцы, запершись в кельях, зажгли их и сгорели». В марте того же года некто С. А. Зубов писал из Вологды в Москву, что и здесь произошло первое самосожжение: «Четыре человека, нанося в избу сена и склав и запершись, и изнутри зажгли сами и сгорели; да семь человек, утаясь от людей, вышли из деревни ночью в поле и сели в дехтярном срубе, и зажгли сами, и в том срубе сгорели». В 1660-х годах самосожжения начались и в Поморье.
В 1672 году в Нижегородской области произошёл случай самосожжений, в результате которого сгорело «тысячи с две» старообрядцев. По другим источникам, массовые самосожжения на Волге начались в 1675 году, когда в районе Нижнего Новгорода, особенно по реке Кудме добровольно сгорело до 2 тысяч старообрядцев.
В 1670—1680-х годах центром самосожжения стало Пошехонье, где, возможно, сжигались не только местные жители, но и москвичи, близко к сердцу принявшие проповедь «огненной смерти». По разным сведениям в этот период на данной территории в «гарях» погибли до 4-5 тысяч человек. В городе Романове проповедники самосожжений (уроженец города Поликарп Петров, «новопоставленный» поп пошехонский Семён, «мужик» Семён — пророк, подьячий Иван Григорьев и некий Андрей Окунь) добились того, что погибнуть «в огне» или «в воде» был готов целый город. Не менее 4000 тысяч человек сгорели в огне, прежде чем противникам самосожжения удалось помешать осуществлению дальнейших планов в отношении города Романова. Значительного распространения достигли гари и в Арзамасском уезде, где продолжались с 1675 по 1678 год.
Несмотря на то что полемика среди старообрядцев о допустимости самоистребления началась сразу после появления этого феномена, в середине 70-х годов XVII века она приняла особенно острый характер. Среди критиков самоубийств особенно известен ученик игумена Досифея, старец Ефросин (Евфросин), имевший в свою очередь много учеников и последователей, выделившихся даже в особый «скит» или «станицу» его имени — евфросиновщину. В середине 70-х годов он написал по поручению Досифея опровержение на «епистолию» новгородского проповедника самосожжения Ивана Коломенского, а в 1691 году — «Отразительное писание о новоизобретённом пути самоубийственных смертей». Инок Ефросин приравнял «греховную» «огненную смерть» к самоубийству, влекущему за собой вечное церковное проклятие, отвергая боль и страдания людей как несовместимые с нормами естественного человеческого существования, сокрушаясь об уничтожении имущества, книг и икон, разоблачал многочисленные «чудеса» и критиковал апологетов «самоубийственной смерти». По его мнению, жизнь является величайшим даром и нельзя самовольно «убегать» от наполняющих её «долгих трудов и потов», а тот, кто толкает людей к самосожжению, является врагом старообрядческой «светлой России» и виновником её «опустения». В качестве выхода старообрядческий мир должен быть готов к материальным потерям, бегству в необжитые места и созданию новых поселений.
6 января 1679 года произошёл первый известный случай самосожжения в Сибири, организованный в Тобольском уезде на реке Берёзовке старообрядческим деятелем Доментианом, во время которого, по разным сведениям, погибло от 1700 до 2000 человек.
В ночь с 9 на 10 марта 1682 года произошёл первый известный случай самосожжения на Новгородчине — в селе Федово Ново-Торжского уезда сожгли себя около 50 человек. Крупные самосожжения были отмечены в Каргопольском уезде, в Дорах.
В 1685 году правительство издало указ, в котором о проповедниках самосожигательств было упомянуто особо и велено было сжигать их.
Однако после этого случаи самосожжения только участились. Крупнейшие эпизоды самосожжений прошли в Карелии — Палеостровские гари в 1687 и 1688 годах, в которых погибло более 4 тысяч человек и Пудожская гарь 1693 года с одной тысячей жертв. В 1687 году в местечке Березове Олонецкого края сгорело более тысячи человек с неким Пименом во главе. В том же году в Палеостровском монастыре, в северной части Онежского озера, инок Игнатий Соловецкий и 2700 раскольников сожгли себя на глазах явившихся за ними властей. В 1693 году толпа вооружённых старообрядцев, разгромив церковь Пудожского погоста, заперлась в четырёх укреплённых избах деревни Строкиной. Стрельцы бросились было рубить избы, но старообрядцы сами зажглись в них и сгорели в числе 800 чел.
24 октября 1687 года произошло массовое самосожжение в Тюменском уезде, в котором погибло около 300 человек. В том же году в Верхотурском уезде сожглись около 100 человек. В 1688 году в Тобольском уезде добровольно сожгли себя около 50 человек. Однако в Сибири гари вскоре прекратились на полстолетия, и следующее самосожжение состоялось лишь в 1751 году.
В конце XVII века сжёг себя с 100 приверженцами князь Петр Петрович Мышецкий, преследуемый правительством за распространение слуха о том, что царь Пётр I — антихрист.
По общим подсчётам в самосожжениях конца XVII века погибли свыше 8 тысяч человек.

### XVIII век
В царствование Петра I произошёл перелом в распространении гарей, и вскоре, по мнению Д. И. Сапожникова, «должно было последовать постепенное, но медленное исчезновение этого изуверства с исторической сцены».
Однако с 1740-х годов во главе самосожигателей встали представители филипповского согласия, что придало явлению новую силу. Их наставник, старец Филипп, с 70 последователями погиб в огне организованного им же самосожжения в 1743 году на реке Умбе близ выговских скитов. Трагедию спровоцировал отказ «филипповцев» принять молитву за императрицу Елизавету Петровну. Окружённые воинской командой, они приняли самосожжение вместе со своим «старцем» Филиппом. Этот поступок Филиппа стал примером для его последователей. До конца XVIII века, по подсчётам Д. И. Сапожникова, в Тобольской губернии произошло 32 самосожжения, в Олонецкой — до 35, в Архангельской — 11, в Вологодской — до 10, в Новгородской — 8, в Ярославской — 4, в Нижегородской, Пензенской и Енисейской — по 1, а всего — 103 самосожжения.
В то же время тенденцией в этом явлении стало постепенное сокращение числа их участников. Для XVIII века, как указывает Н. Н. Покровский, «не были характерны грандиозные гари, каждая из которых уносила в XVII веке тысячи жизней». Если в первых самосожжениях в XVII веке погибло, по данным старообрядческого синодика, 8 416 человек, то в следующих 15 гарях погибло 1 537 человек, а последние массовые самоубийства конца XVIII—XIX веков привели к гибели 149 человек.

### XIX век
Массовые самоубийства в старообрядчестве сократились, но не прекратились и в XIX веке. Так, например, в 1827 году около 60 жителей села Копен Аткарского уезда Саратовской губернии из числа нетовцев решились добровольно умереть: 35 человек из них были убиты. В 1860 году в селе Волосово Каргопольского уезда Олонецкой губернии 15 человек, в том числе женщины с малолетними детьми, сожглись в лесу, в срубе.
В 1896 и 1897 году старообрядец Фёдор Ковалёв заживо закопал 25 человек, не желавших участвовать в переписи населения.

### XX век
Известны два случая массового самоубийства среди старообрядцев, не желавших принимать участие в переписи населения 1926 года. Кроме того, в 1941 году проживающими в республике Тува старообрядцами после нападения Германии на Советский Союз было совершено массовое самоубийство, так как они восприняли это событие как приход антихриста.

## В культуре
- Сцена массового самосожжения старообрядцев присутствует в опере М. П. Мусоргского «Хованщина».[33]
- Сцена самосожжения в северной пустыне описывается в романе Алексея Толстого «Пётр I».
- В повести Бориса Акунина «Перед концом света» Эраст Фандорин расследует серию массовых самоубийств старообрядцев на Русском севере в 1897 году.
- Во 2-й серии фильма «Михайло Ломоносов» показано самосожжение на Русском Севере, причём глава общины старообрядцев в тайне от единоверцев спасается через подземный ход, свидетелем чего стал главный герой. Аналогичная сцена присутствует и в фильме «Дым Отечества».
- Песня «Искупление Огнём» российского исполнителя Radio Tapok в составе альбома «Эпоха Империй» (2023) посвящена самосожжениям старообрядцев.